# Eino Tamberg
Eino Tamberg, né le 27 mai 1930 à Tallinn et mort le 24 décembre 2010 dans cette même ville, est un compositeur estonien et professeur de composition musicale.

## Biographie
Eino Tamberg étudie la composition musicale avec Eugen Kapp au Conservatoire de Tallinn, dont il sort diplômé en 1953. Il s'est d'abord fait connaître en Estonie avec son cycle musical Viis romanssi Sándor Petöfi luulele (1955) tiré d’un recueil de poèmes de Sándor Petőfi, et avec son Concerto Grosso (1956), grâce auquel il remporte une médaille d'or au Festival international de musique de Moscou. Il a été un pionnier du mouvement de composition anti-romantique de la fin des années 1950. Sa vision sur la composition musicale appartient à la nouvelle vague de la musique estonienne. Il devient plus connu en dehors de l'Estonie à partir des années 1960, en composant de la musique pour une grande variété de genres, mais en particulier la musique pour le théâtre, et la musique symphonique.
Eino Tamberg a été l'un des représentants les plus importants du néo-classicisme en musique estonienne, bien que ses œuvres ultérieures ont été plus expressionnistes dans le style. Depuis 1969, il enseignait à l'Académie estonienne de musique, et il y occupa un poste de professeur à partir de 1983. Pour la saison 1997-1998, il est compositeur en résidence à l'Estonian National Symphony Orchestra.

## Œuvres
Les œuvres notables d'Eino Tamberg sont le ballet Joanna Tentata (1971) et sa suite, op. 37 (1972), et le Concerto pour trompette no 1 (1972). Le concerto pour trompette reste l'une de ses œuvres les plus populaires et a été interprété non seulement en Europe, mais aussi à Hong Kong et Singapour, et a été enregistré par Håkan Hardenberger. Tamberg a également écrit des concertos pour violon (1981), saxophone (1987), clarinette (1996), basson (2000), violoncelle (2001) et un second concerto pour trompette (1997).
Son deuxième opéra, Cyrano de Bergerac, est créé en 1976. Cet opéra romantique, qui se compose de trois actes et un épilogue (op. 45), a été écrit en 1974 à l'aide d'un livret de Jaan Kross, d'après la pièce d'Edmond Rostand et suivant la structure du début de l'opéra baroque.
À l'occasion du 50e anniversaire de l'Organisation des Nations unies (1995), il écrit Celebration Fanfaresse, qui est joué pour la première fois à New York sous la direction du chef d'orchestre Neeme Järvi.
- Viis romanssi Sándor Petöfi luulele (Cinq romances d'après des poésies de Sándor Petöfi) (1955)
- Concerto Grosso (1956)
- Quatuor à cordes (1958)
- Ballett-Sinfonie (1959)
- Chœur pour Œdipus Rex de Sophocle (1960)
- Laul Aafrikale pour chœur d'hommes et percussion
- Joanna Tentata ballet (1971)
- Concerto pour trompette no 1 (1972)
- Cyrano de Bergerac, opéra (1976)
- Symphonie nº 1 (1978)
- Oratorio "Amores" (1981)
- Concerto pour violon (1981)
- Symphonie nº 2 (1982)
- Opéra "Lend" (1983)
- Symphonie nº 3 (1987)
- Concerto pour saxophone (1987)
- Concerto pour trompette no 2 (1997)
- Symphonie nº 4 (1998)
- Concerto pour basson (2000)
- Concerto pour violoncelle (2001)

## Prix et récompenses
- Prix de la musique de la RSS d'Estonie, 1979, 1984